# ラヂオの時間
『ラヂオの時間』（ラヂオのじかん）は、1993年に上演された劇団東京サンシャインボーイズの演劇。1997年に三谷幸喜の初監督作品として映画化された。
なお、舞台版は「ラヂオの時間（Radio Time）」と記述し、映画版は「ラヂオの時間（Welcome Back Mr. McDonald）」と記述する。

## 概要
三谷が初めて手がけたフジテレビの連続ドラマ『振り返れば奴がいる』の脚本が、三谷の意図に反して制作スタッフにシリアス調へ書き直されて放送された経験から生まれた作品で、1993年に三谷が主宰する劇団「東京サンシャインボーイズ」の作品として上演された。
映画化されると、ラジオという低予算な世界で想像と声だけで演じることから生まれる壮大なスケールのストーリー、テンポの良い展開、絶妙な笑いで人気を博し第21回日本アカデミー賞最優秀脚本賞、最優秀助演男優賞等各賞を総嘗めにした。

## あらすじ（映画版）
ラジオ局のラジオ弁天でラジオドラマ『運命の女』のリハーサルが行われる。シナリオが採用された作者の主婦鈴木みやこは感激しながらスタジオに立ち会っていた。物語は「熱海のパチンコ店のパート主婦・律子が村の漁師・寅造と運命的な出会いを果たし、夫を捨てて愛に生きる恋愛物語」だった。プロデューサーの牛島龍彦は放送に乗り気だがディレクターの工藤学は冷めた目で見ていた。
リハーサルを終えた「律子」役の千本のっこが役名の変更を求める。牛島は役名変更には難色を示すが、主演女優の機嫌を損ねるわけにもいかず「メアリー・ジェーン」への変更を受け入れる。これを聞いた「寅造」役の浜村錠はのっこへの不満を露にし、相手役の自分の役も外国人にするべきだと主張する。「寅造」は「マイケル・ピーター」に変更されるなど全ての登場人物名が外国人に、それに合わせて舞台もニューヨークに変更されるが、みやこが主人公の職業「パチンコ屋のパート従業員」がニューヨークでは無理だと意見する。牛島はのっこの説得を再度試みるが、のっこからはさらに「女弁護士」への変更を要求される。牛島は、みやことは別に放送作家のバッキーにも台本修正を依頼する。
バッキーにより、冒頭に元の台本にない人物や裁判シーンが追加される。愕然とするみやこにディレクターの工藤は「誰も良いものを作ろうと思っていない」と言い放つ。一方でのっこの要求が全て受け入れられていることを知った浜村は、女弁護士と釣り合うように自分の役の職業も漁師からパイロットに変更すべきだと要求し、牛島の説得で要求を取り下げるものの不満を募らせる。
午前0時、生放送が始まり、ナレーションに続いて事前に収録されたみやこの挨拶が放送されるが、みやこはそれを憮然として聴いていた。物語本編が始まる直前、ミキサースタッフの辰巳真が冒頭に追加されたシーンから「マシンガンといえばシカゴだ」と発言し、急遽舞台は「シカゴ」に変更された。マシンガンのSEのライブラリが見つからず、工藤たちは元効果マンの守衛の伊織万作に応援を頼む。
バッキーが演じる「被告人」の延々と続くアドリブはCMによって強制終了となるが、大幅に時間をとられたことで「マルチン神父」の出番が削られる。この後も「マルチン神父」の出番は時間が押すごとに削られていき、「マルチン神父」役の野田勉は憤りを感じていく。
一方でナレーションを担当する保坂卓はこの後の「海岸を歩いていたメアリーが高波に浚われ、マイケル・ピーターに救われて恋に落ちる」という回想について、シカゴには海がないと指摘。バッキーは「ダムが決壊する」という筋書きを提案。台本修正と新たに必要になった効果音の準備のため、保坂のニュース読みと「ハインリッヒ」役の広瀬光俊のアドリブで繋がれた。
浜村は生放送の最中に役名と職業を勝手に変更する。これによってこの後の「漁船の転覆で行方不明になる」という展開に無理が生じ、牛島が「ハワイ上空で消息を絶つ」という筋書きを提案する。
スポンサーの航空会社からのクレームを受け、飛行機事故ではなく「パイロット=宇宙飛行士が消息不明」という設定に変更される。宇宙で遭難とはすなわち「ドナルド・マクドナルドは再登場しない」ことになり、のっこはメアリーが一人で生きていくと宣言するラストシーンを提案。のっこと堀ノ内に逆らえない牛島はこのストーリーに決定するが、納得できないみやこはスタジオに立て籠り「台本どおりできないなら名前をはずして」と訴える。牛島は自分たちも納得いかないことばかりだが名前で責任をとらなければならないと説得。みやこはスタジオから出され、ラストシーンに向け役者たちがスタンバイする。
出番を終えた浜村は憮然としてスタジオを後にする。物語はのっこが望む結末へと進む。みやこに同情してスタジオを飛び出した工藤は、右腕の大田黒春五郎をスタジオ内から呼び寄せて物語を強引に元に戻す作戦を練る。工藤はメイン調整室に走り、スタジオのヘッドホンをつないでバッキー、みやこ、保坂たちに作戦を伝える。大田黒は局を出ようとする浜村を無理矢理スタジオに連れ戻す。
物語が終わろうとしていたその時、工藤がスタジオに帰還。保坂が台本にないナレーションを語り始める。
連れ戻された浜村は逃げ出そうとするが、皆に押さえつけられマイクの前に立たされる。拗ねたのっこもしぶしぶマイクの前に立つ。
物語は二転三転したが、野田のマルチン神父のセリフを最後に、ドラマはみやこの台本の結末を迎える。放送終了後、役者たちやみやこは帰宅し、工藤と牛島がラジオ局の玄関で続編について語っていると、突然タンクローリーが局前に止まる。ラジオドラマに感動した運転手がラジオ弁天を訪ねてきたのだった。

## 登場人物
役名は「人物名 / 作中劇での役名」の順、「演」の俳優名は「映画版で演じた俳優 / 舞台版で演じた俳優」の順で記載。なお、作中劇に登場しない人物の「作中劇の役名」、舞台版では登場しない人物の「舞台版で演じた俳優」は省略している。

### 主要人物
工藤学
演 - 唐沢寿明 / 甲本雅裕
ラジオ弁天のディレクター。職務に対して「与えられた仕事をこなすだけ」というドライな考え方の現実主義的で、たとえ低俗な内容であろうと番組を無事に終わらせることを第一としている。舞台版では映画版に比べて気弱な性格。
みやこの元々の台本に対し、「放送作家は諦めた方がいい」と堂々と酷評するが、彼女の作家的名誉を無視する形でラジオドラマの設定が理不尽に変わっていくことには反発し、牛島たちと意見を対立させながらもドラマとして成立させるために奮闘する。
鈴木みやこ
演 - 鈴木京香 / 宮地雅子
ラジオドラマの原作者。主人公と同じく平凡な主婦。執筆活動時にはいつも赤いバンダナを頭に巻いている。
ラジオ弁天のシナリオコンクールで優勝したとされるが、工藤によると「コンクールの応募者はみやこ1人だけ」であった。受賞した「自身の環境を投影させた自由奔放に愛に生きる女の物語」を描いた『運命の女』がラジオドラマ化され、「先生」と呼ばれるなど非日常の空間に期待を膨らませたが、出演者や牛島らの思惑で役名や設定が次々と変更され戸惑う。
牛島龍彦
演 - 西村雅彦 / 西村雅彦
ラジオ弁天のプロデューサーで、番組の責任者。バッキーからは「牛（ぎゅう）さん」と呼ばれている。ラジオ製作者として大きな理想を持ち、みやこに映像では不可能なラジオドラマ独自の魅力を語るが、工藤からは実際には「番組が無事終了すること（と女のこと）しか考えていない」と酷評される。
現場では出演者など多方面に気を遣いすぎて気苦労が絶えず妥協を許してしまう。それによりラジオドラマの設定は二転三転を繰り返した上、原作者とは別にバッキーにも台本の書き換えを依頼し、物語は原作者のまったく意図しない展開へと変化していった。

### ラジオドラマの出演者
千本のっこ / 律子 → メアリー・ジェーン
演 - 戸田恵子 / 斉藤清子
ラジオドラマの主人公「律子」役を担当する女優。以前は人気のあった女優だが旬は過ぎており、広瀬からは「盛りは過ぎたと言っても、一応はスターさん」と陰口を言われている。傲慢な態度で今年に入って付き人が7人も辞めるなど周囲の手を焼かせているが、一方で出演者に椅子や飲み物を勧める細やかな気遣いも見せている。炭酸飲料が嫌い。
今回の仕事は事務所の後輩が「弁天ガール」を務めている経緯からごり押しされたものと噂され、出演者で唯一個別の楽屋が用意されるなどラジオ弁天からも優遇はされているものの、のっこ本人も良くは思っていない。のっこが「拘束時間が長くなること」を理由に収録放送を拒否したためにラジオドラマは生放送で放送されることになるが、当日のリハーサル後に役名の「りつこ」に個人的に嫌な思い出があることを理由に変更を求めるなどわがままを言い出し、職業も「パート務めの平凡な主婦」から「敏腕女性弁護士」への変更を主張するなど相次ぐ台本改変の発端を作った。
浜村錠 / 寅造 → マイケル・ピーター → ドナルド・マクドナルド
演 - 細川俊之 / 小林隆
「律子」の相手役を担当する俳優。往年の二枚目俳優であり演技にプライドを持っている。気難しい性格のため、室温を26度に保つことを求めるが、26度が保たれていても「寒い」と文句を言う。
自身の演技に対してプライドを持っているため、設定に難癖をつけるのっこへの不満を蓄積し、のっこのわがままで自身の役名まで英語の名前に変更されると、張り合うように別の名前を主張する。主張は牛島に却下されるが、生放送の初登場シーンで勝手に主張する名前で名乗り、職業も「漁師」だったのを「パイロット」に変更する。なお、変更後の役名は浜村自身がスタジオ内に持ち込んだマクドナルドの紙袋を見て咄嗟に思いついたものである。
広瀬光俊 / ハインリッヒ
演 - 井上順 / 伊藤俊人
深夜のラジオ番組の10年務めたタレント。牛島からは「ヒロミツ」と呼ばれている。気さくな人柄で周りが揉めたり空気が悪くなると率先して仲裁に入ったり流れを変えようとするムードメーカー。ダジャレ好き。
本来の役名は不明だが、ラジオドラマで担当したのは中古車のセールスマンをしている「律子の夫」役。のっこのわがままでドイツ人の「ハインリッヒ」という役名に変更されるも、アドリブを交えてコミカルに演じる。浜村の身勝手な変更で発生した台本の修正に要する時間は「ハインリッヒの一人語り」という形のアドリブで乗り切った。
野田勉 / 丸山神父 → マルチン神父
演 - 小野武彦 / 阿南健治
ラジオドラマで重要な「丸山神父」を担当。無駄に声が大きいのが特徴で、演技にはこだわりがあるがスタッフからは相手にされていない。
のっこのわがままで台本が書き換えられ、役名が変わるばかりか、バッキーのアドリブなどによって放送時間が大幅に押し、登場回数までが大幅に削られた。変更された台本に従うスタッフや出演者の中で、（自分の出番を求める姿勢はありながらも）みやこの味方側の立場を取る。

### ラジオ弁天の局員・関係者
堀ノ内修司
演 - 布施明
ラジオ弁天の編成部長。俳優やスポンサーなど各方面に八方美人な態度で接し、工藤からは「掛け持ちが多すぎて番組に愛情を持っていない」と酷評される。
その性格からのっこのわがままを許容してしまい、台本改変に当初は反対していた牛島の態度を一転させた。ラジオドラマの放送は局内の別室で聞いていたが、「パイロットのドナルド・マクドナルドがハワイ上空で消息不明になった」という展開でスポンサーの航空会社からのクレームを受け、牛島に対応を求めて生放送ブースへとやってくる。
なお、布施は役名の「堀ノ内修司」として、映画版のエンディングテーマ『no problem』を歌っている。
保坂卓（舞台版では「保坂任三郎」）
演 - 並樹史朗 / 相島一之
ラジオドラマでナレーターを担当するアナウンサー。真面目一筋で仕事に誇りを持っているため、「辻褄が合わないナレーションはしたくない」との考えを持つ。
職業柄台本にも正確性を求め、台本改変によって舞台が海のない「シカゴ」に変わったことで「海岸を歩いていたメアリーが溺れてマイケルに出会う」という展開に異を唱える。その性格からあくまで台本に忠実に読み上げるという立場で、辻褄が合っていれば台本改変を容認する姿勢で、原作者を含めてスタッフや出演者の意見対立で物語が二転三転することは不満に思っている。
バッキー / 裁判官、被告人、副操縦士役など端役
演 - モロ師岡 / 野仲イサオ
放送作家。どんな無茶な要求にも必ず応えてくれるとして牛島からも信頼されている。舞台版では牛島と一緒にコーヒーが楽しめるそば屋「Cafe de 長寿庵」を作ろうとしている。
台本改変を決意した牛島から主人公の職業などの設定を変更して書き直すことを依頼されるが、勝手に新たな登場人物を増やして物語のテーマを「バイオレンス」に変更してしまう。さらに冒頭で追加したキャラクターなどで自身も出演し、長大なアドリブで時間を押す原因を作る。その結果やスタッフなどの改変も加わり、さらなる台本改変が必要となるが、その都度辻褄を合わせた展開を考えようとする。
大田黒春五郎
演 - 梶原善 / 梶原善
音効スタッフ。口数は少ないが、工藤からは信頼されている。
ラジオドラマで使用する効果音の音源が揃わなかったが、「伝説の音効」として知られた万作の力を借りて切り抜ける。放送中に牛島と対立した工藤が生放送ブースを追い出されたあとは、工藤に協力して物語の建て直しに奔走し、「ドナルド・マクドナルドが死亡したことにする」ことで出番がなくなり帰ろうとした浜村を連れ戻した。
辰巳真
演 - 田口浩正
ミキサースタッフ。
バッキーが書き換えた冒頭シーンに「犯罪都市ニューヨークでマシンガンはおかしい」と物言いを付けて舞台のシカゴへの変更を主張し、これが後に内容が二転三転する発端となった。
永井スミ子（舞台版では「城ノ内」）
演 - 奥貫薫 / 西田薫
アシスタントプロデューサー。スタッフから指示を受けて細々した雑務を担当する。映画版では牛島の恋人である。牛島を陰で支えながらも暴走を心配している。
みやこの書いた本来の台本を読んで「素敵なお話」とみやこに伝えた。
古川清十郎
演 - 梅野泰靖
のっこのマネージャー。お気楽な性格で少々責任感が足りない一方で、のっこの新曲を売り込むなどちゃっかりした性格も持ち合わせる。
効果音が揃わず困っていた工藤や大田黒に、守衛が元々音効を担当していたことと、夜の地下駐車場で「波の音」が聞こえたという噂を伝える。度重ねる台本改変で混乱する生放送の現場で、野次馬のように口を挟んで現場を引っ掻き回す。

### その他
鈴木四郎 / ジョージ
演 - 近藤芳正 / 近藤芳正
みやこの夫。職業は自動車のセールスマン。舞台版は押しの強い人物だが、映画版は一転して気弱な人物に描かれている。
みやこの書いた脚本が受賞しラジオドラマ化されたことは純粋に喜んでいるが、みやこ自身が恥ずかしがったため内容は知らず、生放送も聞かないようにお願いされていた。みやこが急遽台本を書き直すために「赤いバンダナ」を届けるように依頼されたことでラジオ局を訪れ、ラジオドラマの冒頭部分だけ聞いて帰るつもりであったが様々な理由によって帰りそびれ、ラジオドラマを聞き自らの境遇と似た「ハインリッヒ」に共感する。みやこのスタジオ立てこもりの成り行きからスタジオ内に取り残され、メアリー・ジェーンがハインリッヒを捨てる決意を語るシーンで感極まって思わず声を発し、そのまま急遽ハインリッヒの友人「ジョージ」の役名を与えられた。
伊織万作
演 - 藤村俊二
ラジオ弁天の守衛。過去に試行錯誤しながら生きた効果音作りに勤しんだ伝説の音効だが、時代の流れにより効果音制作の仕事がなくなったため守衛に配置転換になっていた。守衛室には今でも効果音作りで使った道具が保管されており、時折それを使って昔を懐かしがっている。勤務中の暇な時にはゲームボーイらしきゲーム機で遊んでいる。
古川から噂を聞いた工藤らによって依頼され、半ば強引にラジオドラマへの協力を要請される。当初は乗り気でなかったが、終盤には自らスタジオに訪れ効果音の作成に協力している。
一之瀬弥生
演 - 遠藤久美子
のっこと同じ事務所の後輩タレント。今勢いのある、七代目「弁天ガール」に採用されて局内にポスターが貼られている。
局内に流れるアナウンスの声
演 - 八木亜希子、野島卓

### 特別出演
斎明寺公彦
演 - 市川染五郎
主調整室スタッフ。突然主調整室に入ってきた工藤が、機材を触り出したため驚く。
中浦たか子
演 - 桃井かおり
DJ。軽妙なトークで人気のDJ。番組はリスナーからのハガキを読むスタイルで進行するが、ハガキのエピソードは全てバッキーが書いた創作だとされる。
鴨田巌
演 - 佐藤B作
中浦たか子の番組スタッフ。たか子の番組を担当し、オンエア時の様子を牛島とみやこが見学に訪れる。
山崎ルミ子
演 - 宮本信子
清掃係。廊下で空き缶が入ったゴミ袋を片付けていた所、保坂とみやこの台本の話し合いに付きそう牛島から大きな音を立てないよう注意される。ヘッドフォンをしながら仕事をしている。
大貫雷太
演 - 渡辺謙
トラックの運転手。深夜にタンクローリーを運転しながらラジオを聴いており、偶然ラジオ弁天のラジオドラマを聴き始める。ついには、ラジオドラマに感動してラジオ弁天の社屋にタンクローリーで乗り付けてしまう。

## スタッフ
- 原作：三谷幸喜と東京サンシャインボーイズ
- 脚本と監督：三谷幸喜
- 音楽：服部隆之
- 製作者：村上光一、高井英幸
- 企画：久板順一朗、島谷能成
- エグゼクティブプロデューサー：松下千秋、増田久雄
- プロデューサー：石原隆・佐倉寛二郎
- アソシエイトプロデューサー：空閑由美子、重岡由美子
- 撮影監督：高間賢治
- キャメラオペレーター：戸澤潤一
- 照明：上保正道
- 録音：瀬川徹夫
- 美術：小川富美夫
- 装飾：小池直実
- 編集：阿部浩英
- スクリプター：杉山昌子
- 助監督：川原圭敬
- 音響効果：倉橋静男
- 選曲：浅梨なおこ
- 製作担当：山口賢二
- 監修：木村哲生
- 協力：白石美和子
- 協力プロデューサー：小牧次郎
- テーマ曲：「no problem」歌：堀ノ内修司（布施明）、作詞：三谷幸喜、作曲・編曲：服部隆之
- 製作協力：プルミエ・インターナショナル
- 製作：フジテレビジョン、東宝
- 配給：東宝

## 三谷幸喜作品とのリンク
- 桃井かおり演ずるDJ中浦たか子は『古畑任三郎』に犯人として登場している。また、副音声では「赤い洗面器の男」の小話を披露するも、例によってオチは語られない。
- 布施明演ずる堀ノ内修司は、三谷監督作品の次作『みんなのいえ』で、テレビ弁天のスタッフとして登場している。これは堀之内がラジオ局から系列のテレビ局に異動になったという設定。
- 戸田恵子演ずる千本のっこと、梅野泰靖演ずる古川清十郎は『みんなのいえ』でバーの客として登場している。
- 千本のっこ演ずるメアリー・ジェーンの裁判シーンの台詞は、三谷がかつて原作・脚本を手掛けた『12人の優しい日本人』で、陪審員2号が言う台詞とほぼ同じものである。